# Katedra św. Pawła w Münsterze
Katedra św. Pawła w Münsterze (niem. St.-Paulus-Dom in Münster) – główna świątynia Münsteru, wraz z ratuszem i Prinzipalmarkt należy do osobliwości historycznej stolicy Westfalii. Jest siedzibą utworzonej w roku 805 diecezji Münsteru. Cenne dzieło architektury późnoromańskiej i gotyckiej w zachodnich Niemczech. Pomimo poważnych zniszczeń wojennych katedra zachowała wewnątrz bogate wyposażenie m.in. krucyfiks mistyczny z XIV w., zegar astronomiczny z 1541, liczne nowożytne figury i epitafia. Do wnętrza prowadzi Rajski Portal z wczesnogotycką dekoracją rzeźbiarsko-architektoniczną. Od strony północnej zabudowania monasterium kanonickiego z krużgankiem obiegającym czworoboczny wirydarz. W dawnej zakrystii znajduje się od 1981 skarbiec katedralny z licznymi dziełami średniowiecznego i nowożytnego rzemiosła artystycznego, a także rzeźby i malarstwa.

## Dzieje
Metryka katedry sięga VIII stulecia. Fundatorem pierwszej świątyni był Liudger, dla którego w 793 Münster stanowił punkt działalności misyjnej, którą polecił cesarz Karol Wielki. Celem misji była chrystianizacja Sasów na wschodnich prowincjach (w tym terenów dzisiejszej Westfalii) monarchii karolińskiej. Dnia 30 marca, roku 805, w Rzymie Liudger został wyświęcony na biskupa Münsteru. Rezultatem tej działalności nie tylko było wzniesienie świątyni katedralnej, lecz także założenie miasta znanego jako Mimigernaford (w wolnym tłumaczeniu Bród ponad rzeką Aa). Późniejsza nazwa Münster (pol. Monastyr, łac. monasterium) ma ścisły związek z katedrą, w tym przypadku jako ośrodkiem nie tylko misyjnym, lecz także monastycznym. Pierwotna świątynia pełniła trzy funkcje. Oprócz funkcji katedry, była kościołem parafialnym i kolegiackim. Święty Liutgerd sprowadził do Münsteru kanoników reguły świętego Chordegarda z Metzu. Badania archeologiczne prowadzone w 1936 przez dra Wieschebrinka doprowadziły do odkrycia pozostałości pierwszej świątyni usytuowanej na terenie obecnych krużganków i wirydarza. Była to trójnawowa bazylika o wymiarach: długość – 31,2 m, a szerokość 27,6 m (8,3 + 11 + 8,3).
Świątynia Liudgera w XI wieku spłonęła, a na jej miejscu w 1090 wzniesiono ottoński kościół, który według badań archeologicznych był trójnawową bazyliką z transeptem w zachodniej części. Tenże kościół został zniszczony 7 maja 1121 wskutek zdobycia miasta przez księcia saskiego a następnie cesarza rzymskiego Lotara Supplinburga.
W 1225 rozpoczęto budowę obecnej katedry łączącej style późnego romanizmu i wczesnego gotyku. Poświęcenie świątyni miało miejsce w 1264. Na lata 1390–95 przypada wzniesienie zabudowań monasterium kanonickiego z krużgankiem wokół wirydarza oraz kaplicy NMP.
W czasach nowożytnych i nasilenia się prądów reformacyjnych gotycka katedra stała się miejscem fundacji licznych pomników nagrobnych biskupów, epitafiów i ołtarzy. W latach 1508–22 przeprowadzono renowację części zachodniej świątyni. Jednakże dekadę później Münster stał się ośrodkiem ruchu anabaptystycznego, któremu przewodził Jan z Lejdy. Ze względu na "idolatryczny" charakter w katedrze zniszczono wiele dzieł rzeźbiarskich, w tym późnogotycki zegar astronomiczny z 1408 roku, dzieło Heinricha Brabendera. Kulminacją dramatu miasta i katedry były dwie wojny w latach (1534–35). Szeroko zakrojone prace renowacyjne katedry, która zachowała swój katolicki charakter, oraz jej wyposażania miały miejsce w latach 1539–56. Wówczas to dodano m.in. przegrodę chórową (do dziś zachowały się jej fragmenty w skarbcu katedralnym), nowy zegar astronomiczny, rzeźby Johanna Brabendera, obrazy Ludgera i Hermanna Ringa, ponadto w obrębie monasterium wybudowano nowy kapitularz.
Wiek XVII i XVIII to okres intensywnego wystrajania wnętrza. Powstały liczne dzieła manierystycznej i barokowej sztuki sepulkralnej, głównie monumentalne pomniki nagrobne biskupów oraz dzieła o funkcji liturgicznej. Prezbiterium otrzymało barokową dekorację rzeźbiarską. Lwią część dzieł wykonano w pracowni rodziny Grönigerów. W takim stanie świątynia przetrwała do II wojny światowej. W latach 1941–1945 Münster był bombardowany przez lotnictwo RAF-u. W wyniku tych nalotów katedra uległa poważnym zniszczeniom. Odbudowa świątyni trwała dekadę, od 1946 roku. W wyniku tych prac, podczas których połączono sztukę konserwatorskiej rekonstrukcji ze współczesną myślą artystyczną, świątynia odzyskała dawną świetność, przy czym nie obyło się bez kontrowersji. Za rozporządzeniami dotyczącymi unowocześnienia prowadzenia liturgii wydanymi podczas soboru watykańskiego II dokonano daleko idących aranżacji przestrzennych, przesuwając ołtarz główny bliżej centrum katedry. Głośnym echem rozniosła się odbudowa fasady zachodniej, w której zaniechano rekonstrukcji późnogotyckiej dekoracji elewacji i portalu wejściowego, na rzecz nowoczesnego rozwiązania mającego się kojarzyć z wczesnoromańskimi westwerkami. Pomimo sprzeciwów mieszkańców Münsteru i wielu specjalistów pomysł architektów Emila Steffanna i Fritza Thomy został zaakceptowany przez kapitułę katedralną i ówczesnego biskupa Michaela Kellera. Stąd też zachodnia rozeta znana jest wśród krytyki m.in. jako "piwniczne okno" (nomen omen "Kellerfenster"). Uroczysta konsekracja katedry miała miejsce w dniu 13 października 1956. W 1981 w pomieszczeniach przy północnym ramieniu krużganków otwarto skarbiec katedralny.

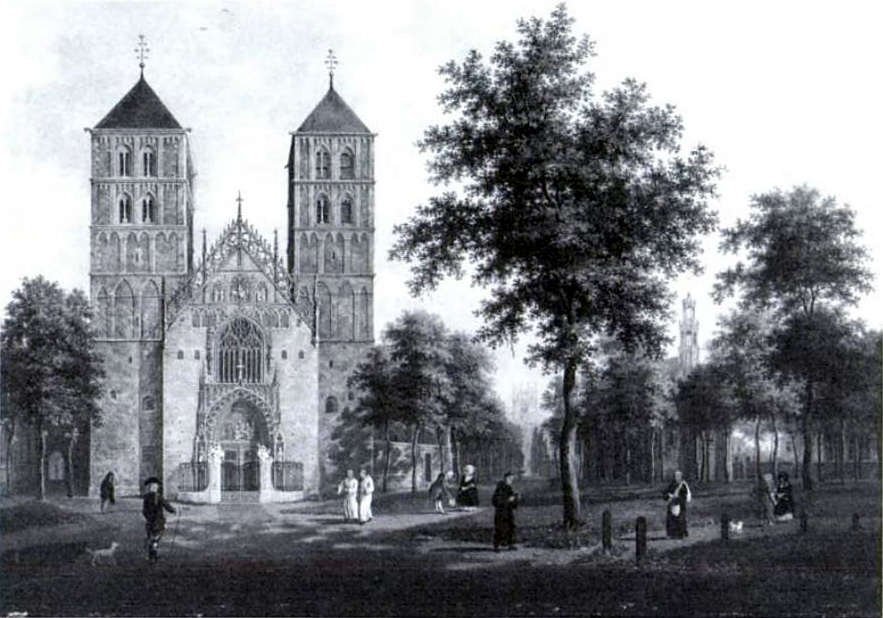
Widok na katedrę z 1784
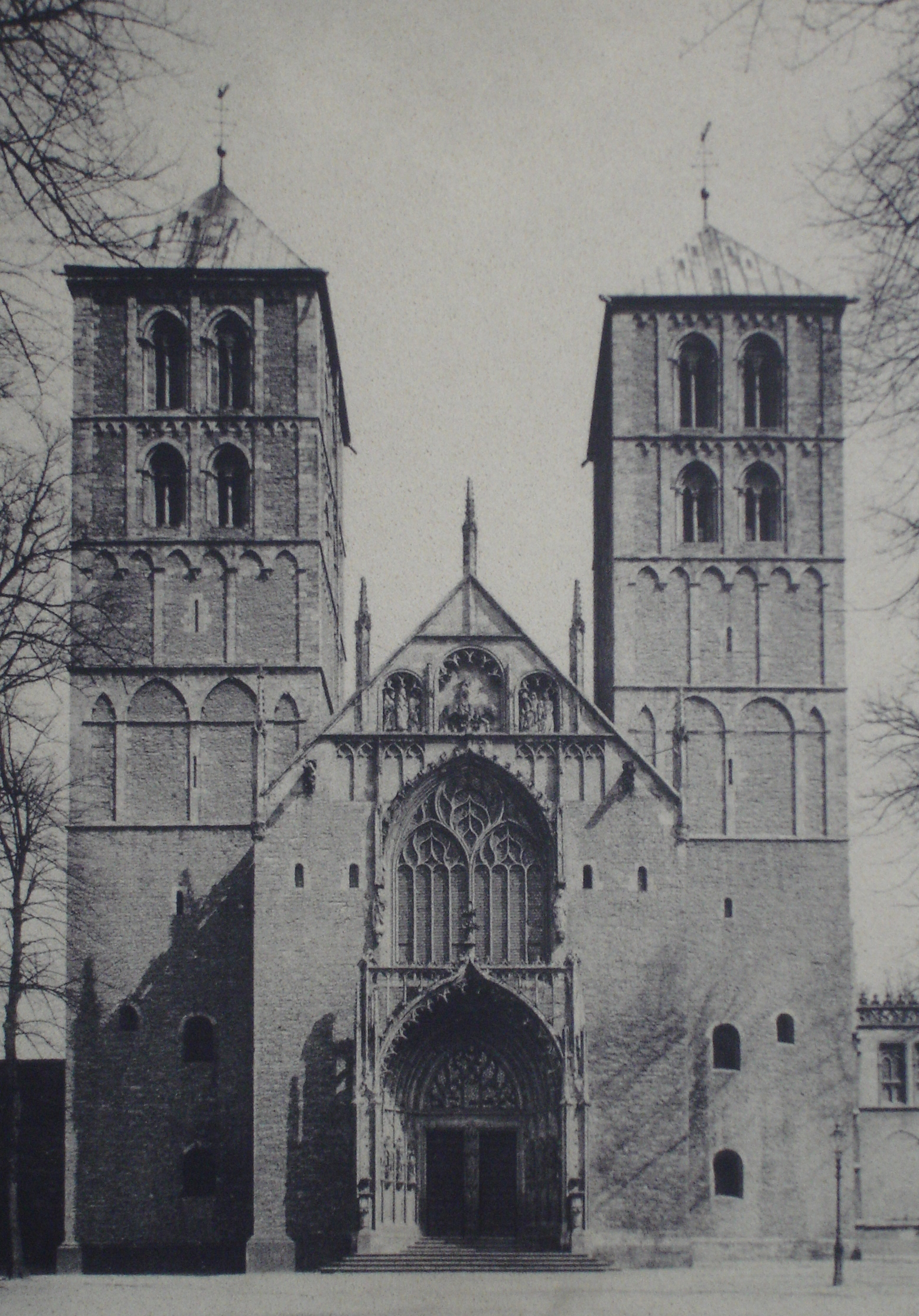
Widok na fasadę zachodnią przed wojną...
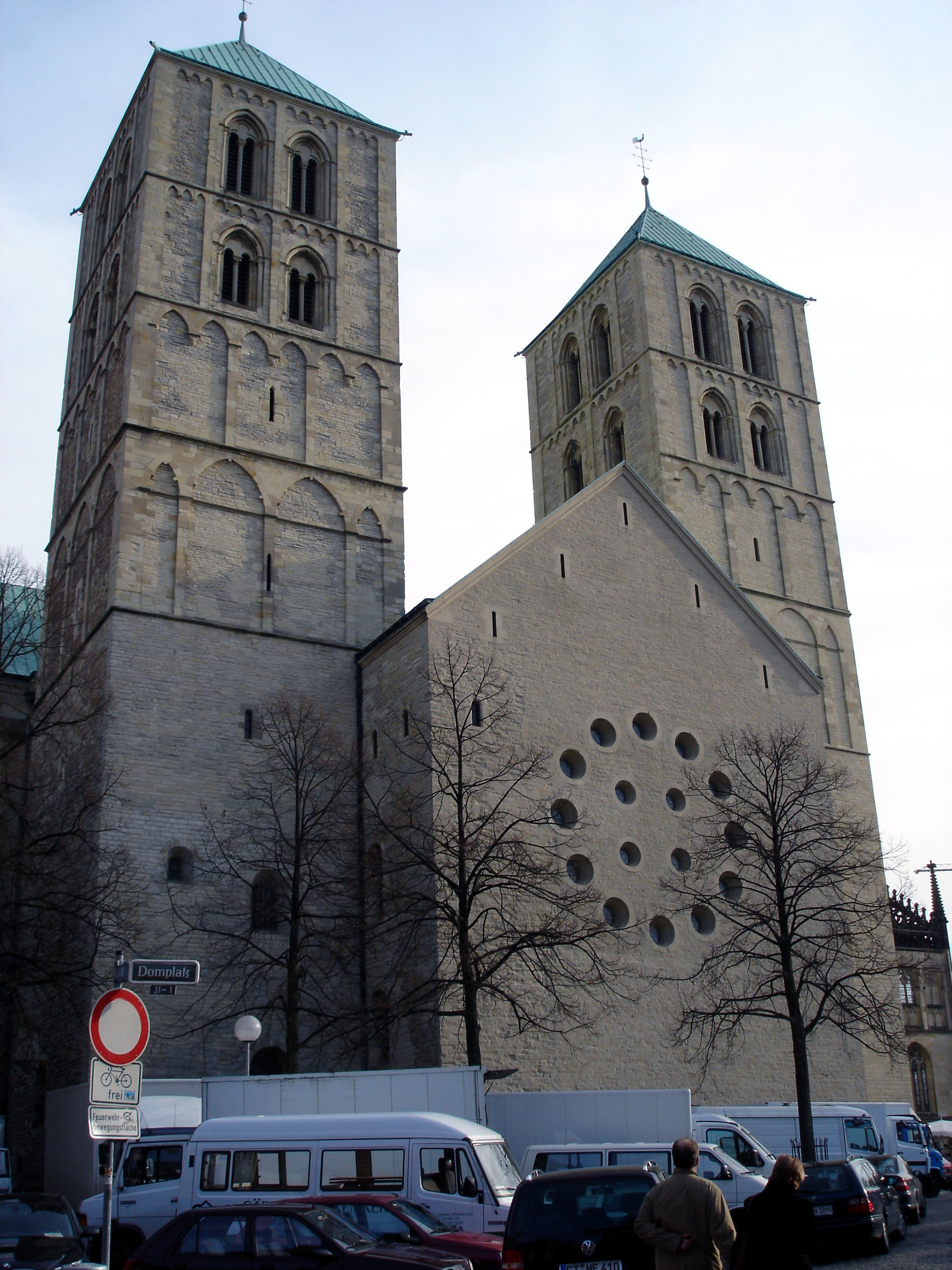
...i po wojnie
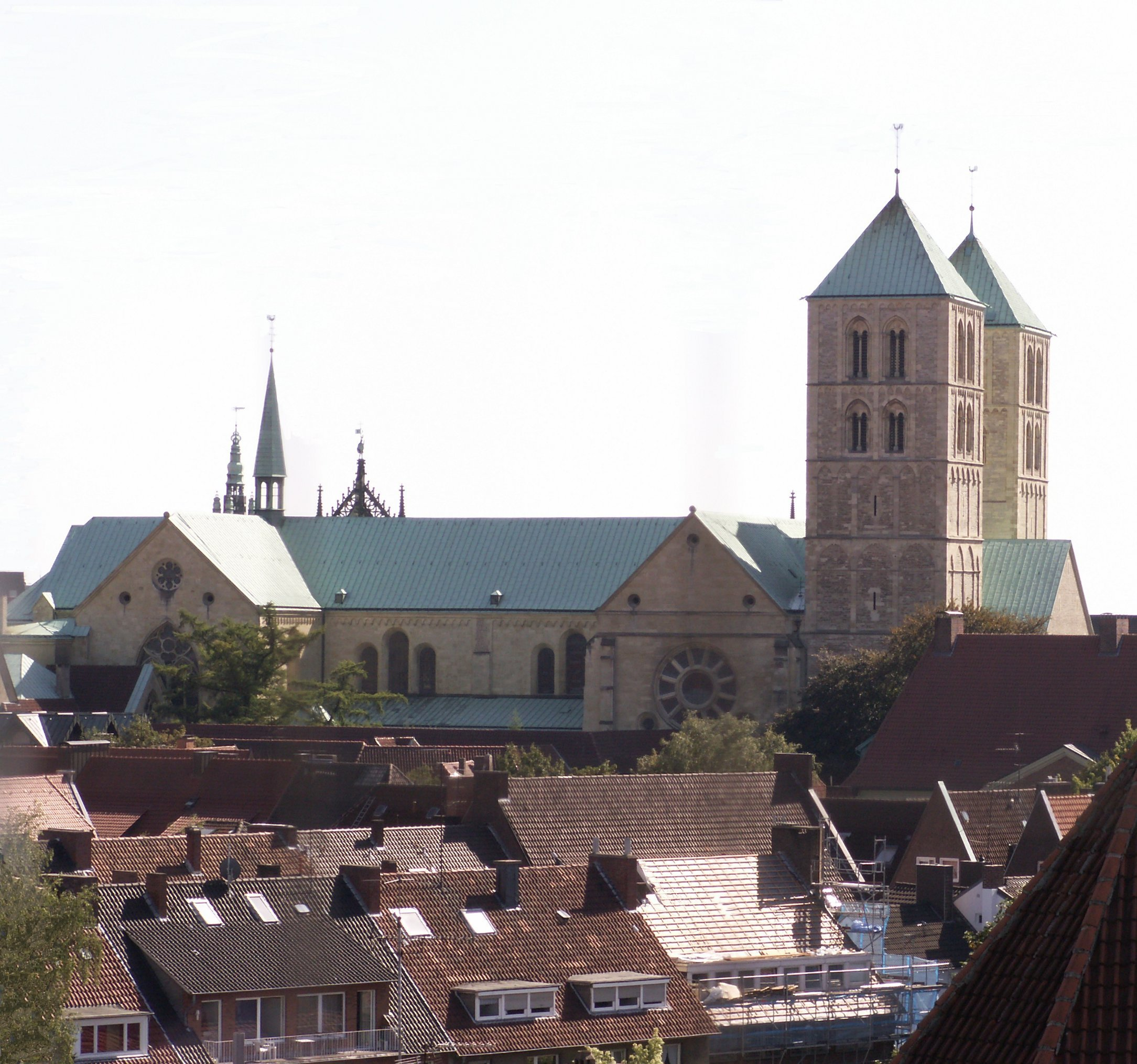
Widok na katedrę od strony północnej

## Architektura
Obecna katedra Św. Pawła, trzecia świątynia w tym miejscu, jest okazałym przykładem architektury okresu przejściowego, w którym to łączy się tradycję silnie ugruntowanego w krajach Rzeszy romanizmu z wpływami gotyku. Usytuowana jest przy północnej stronie rozległego Placu Katedralnego (niem. Domplatz). Świątynia jest trójnawową bazyliką z dwoma transeptami, dwoma chórami, z których poligonalnie zamknięty chór wschodni – prezbiterium posiada ambit i wieniec promieniście ułożonych kaplic. Chór zachodni na planie prostokąta flankują dwie wieże z kaplicami w przyziemiach. Korpus nawowy składa się z dwóch przęseł. Do południowego ramienia zachodniego transeptu przylega przedsionek z wejściem głównym zwany Rajem. Od strony północnej przylegają zabudowania monasterium kanonickiego z krużgankiem obiegającym wirydarz na planie nieregularnego czworoboku.
Wnętrze jest nakryte sklepieniem krzyżowo-żebrowym, przy czym przęsła transeptu, nawy głównej i obu chórów mają sklepienia ośmiodzielne – oprócz żeber poprzecznych występują żebra na osiach przęseł. Poszczególne przęsła są dodatkowo oddzielone gurtami. Gurty i sklepienia są wsparte na masywnych prostokątnych w planie filarach wiązkowych oraz półfilarach, ciężar żeber jest oparty na narożnych smukłych kolumienkach. Artykulacja ścian wnętrza charakteryzuje się dwustrefowym podziałem na arkady międzynawowe i arkady mieszczące wnęki z okrągło- i ostrołukowymi oknami. W części od zachodniego chóru po wschodni transept dominują formy romańskie (m.in. galeryjki arkadowe), w prezbiterium zdecydowanie gotyckie. Spośród okien wyróżniają się potrójne okna nawy głównej zamknięte półkoliście, oraz rozety w zachodnim transepcie. W znacznym stopniu zachowały się elementy rzeźby architektonicznej, głównie dekoracja filarów i sklepień.
Na zewnątrz ściany podpierają uskokowe przypory, zwieńczone smukłymi fialami. Podobnie jak wewnątrz formy romańskie korelują z gotyckimi. Surowość, kubiczność i bryłowatość charakterystyczne dla architektury romańskiej zostały wyeksponowane w elewacji północnej. Dekoracja ograniczona jest do fryzów arkadowych na koronach ścian.
W celu podkreślenia prestiżu świątyni, za pomocą licznych środków plastycznych i architektonicznych, elewacji południowej nadano charakter reprezentacyjny. Ponadto do zachodniego transeptu została dobudowana przybudówka zwana Rajem pełniąca rolę katedralnej kruchty. Ścianę transeptu i trójkątny szczyt zdobią późnoromańskie rozety. Spośród nich wyróżnia się sześciodzielna rozeta szczytu z płaskorzeźbioną głową patrona katedry pośrodku. Ściana wschodniego transeptu jest przepruta wielkim ostrołukowym oknem o bogatej dekoracji maswerkowej, które flankują dwie blendy. Ściany pokryte są bogatą dekoracją architektoniczną złożoną z laskowań i ślepych maswerków. Szczyty i przypory zwieńczone są ażurową balustradą.

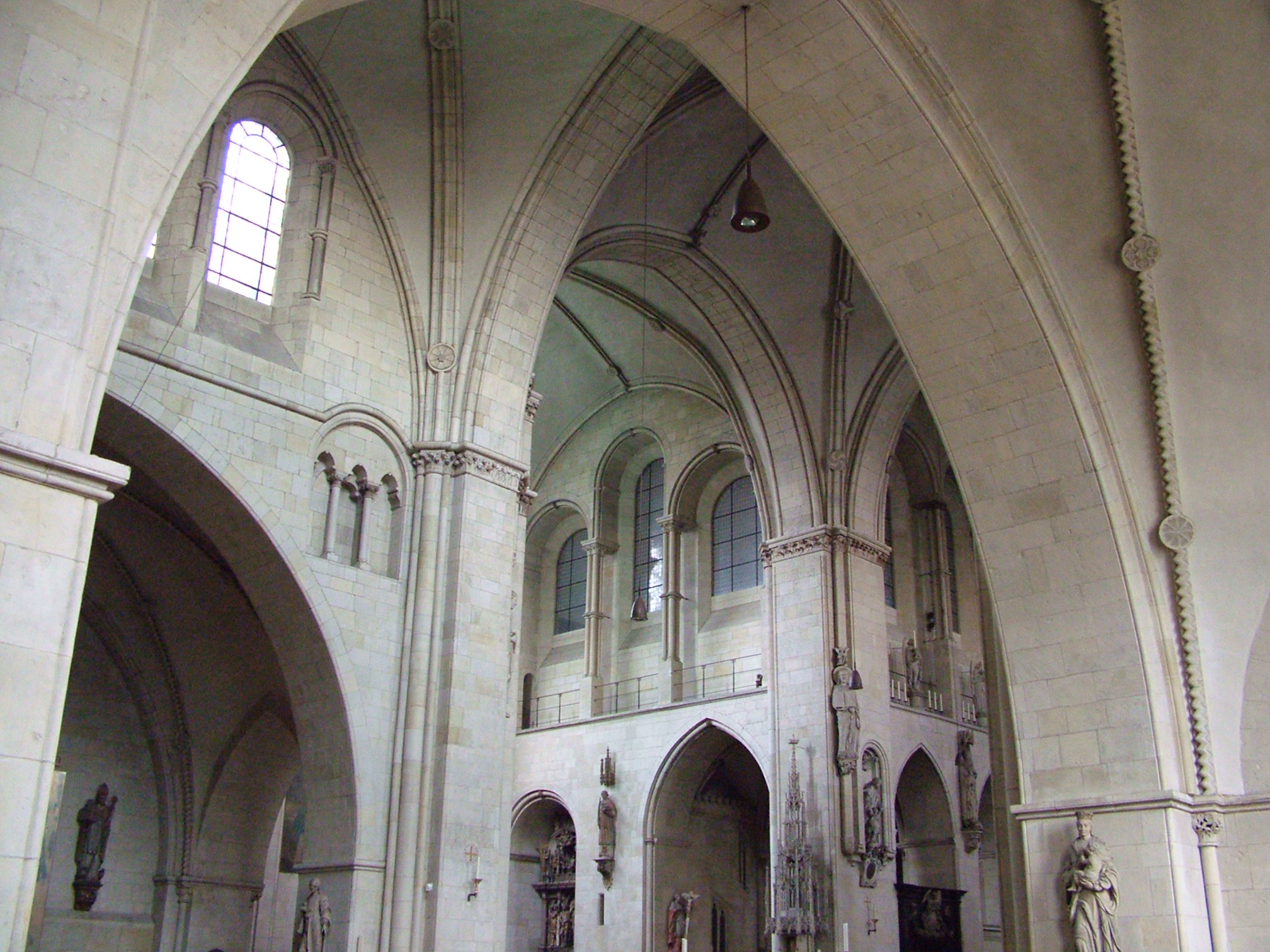
Fragment wnętrza
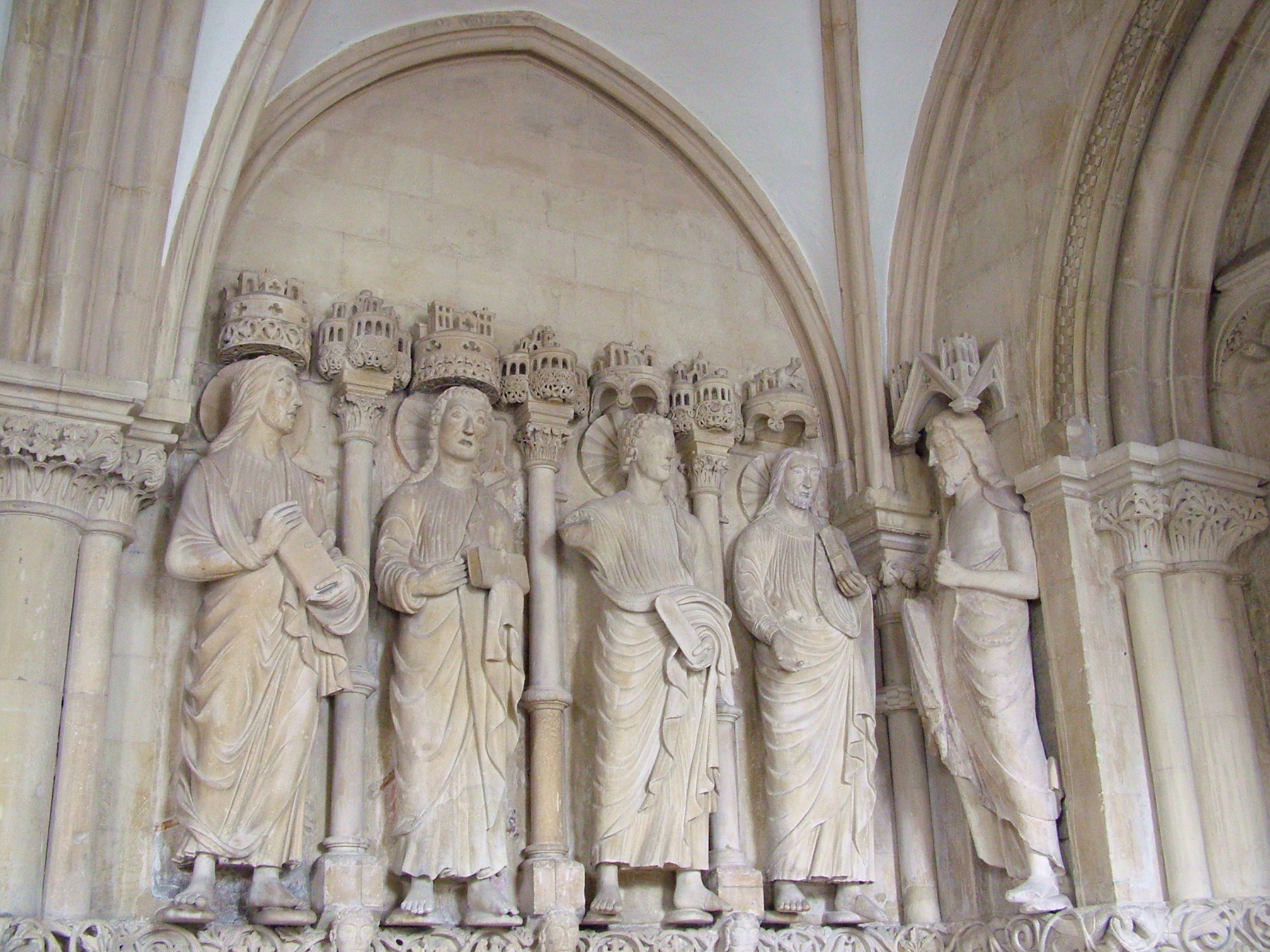
Figury apostołów z Rajskiego przedsionka
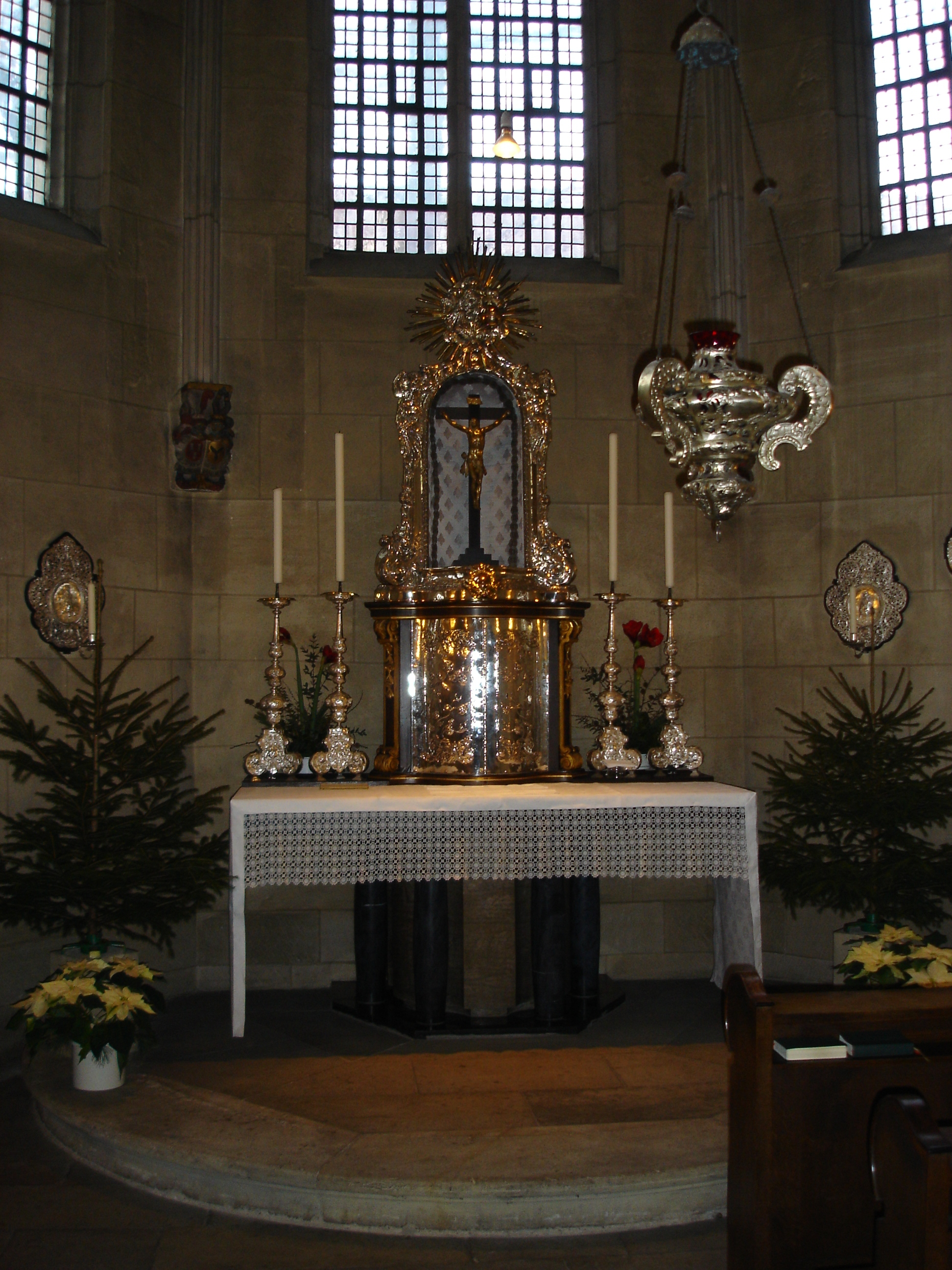
Wnętrze kaplicy Najświętszego Sakramentu
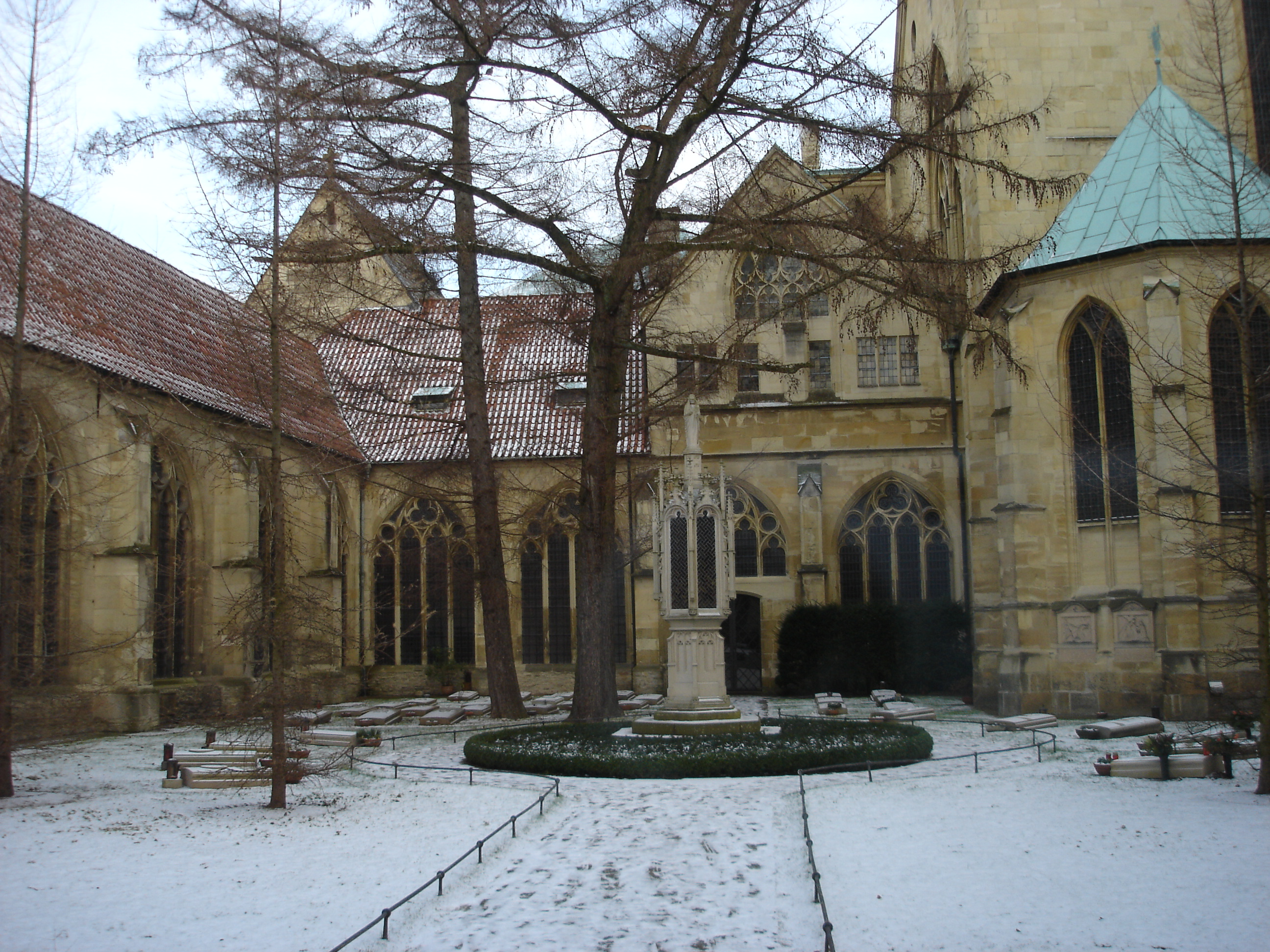
Widok na wirydarz

### Westwerk i dzwony
Zachodni chór flankują dwie kwadratowe w planie wieże. W przyziemiach mieszczą kaplice. W północnej wieży początkowo znajdowało się baptysterium, a następnie do 1981 roku skarbiec katedralny. W przyziemiu wieży południowej jest kaplica Świętej Katarzyny mieszcząca niegdyś ideową kopię Grobu Pańskiego.
Mierzące 54 metry wieże zachodnie mają oprócz przyziemia po pięć pięter. Na zewnątrz czytelny jest podział na pięć kondygnacji. Rosnącą ku górze gradację elementów architektonicznych charakteryzuje u dołu surowość ścian, powyżej ostrołukowe blendy oraz parzyste okna w dwóch najwyższych kondygnacji. Wieże zwieńczone są ostrosłupowymi hełmami.
Na wieżach zawieszone są następujące dzwony:
| Nr. | Nazwa                | Data odlania | Ludwisarz, Miejsce odlania          | Średnica (mm) | Ciężar (kg) | Dźwięk (16tel) |
| --- | -------------------- | ------------ | ----------------------------------- | ------------- | ----------- | -------------- |
| 1   | Kardynał             | 1956         | Fa. Feldmann & Marschel, Münster    | 2267          | 7604        | fis0 –7        |
| 2   | Bernardus            | 1956         | Fa. Feldmann & Marschel, Münster    | 1983          | 4490        | gis0 –7        |
| 3   | Paulus               | 1956         | Fa. Feldmann & Marschel, Münster    | 1675          | 2940        | h0 –6          |
| 4   | Petrus               | 1956         | Fa. Feldmann & Marschel, Münster    | 1469          | 2036        | cis1 –7 [+2]   |
| 5   | Ludgerus             | 1526         | Wolter Westerhues                   | 1141          | 1000        | e1 –5 [+4]     |
| 6   | Andreas              | 1956         | Fa. Feldmann & Marschel, Münster    | 1074          | 790         | fis1 –5 [+1]   |
| 7   | Maria                | 1956         | Fa. Feldmann & Marschel, Münster    | 959           | 535         | gis1 –4 [–1]   |
| 8   | Michael              | 1956         | Fa. Feldmann & Marschel, Münster    | 835           | 363         | h1 –3 [±0]     |
| 9   | Gabriel              | 1956         | Fa. Feldmann & Marschel, Münster    | 712           | 213         | cis2 –3 [±0]   |
| 10  | Raphael              | 1956         | Fa. Feldmann & Marschel, Münster    | 578           | 120         | e2 –2 [–1]     |
| I   | Stundenglocke        | 1766         | Christian August Becker, Hildesheim | 600           | 150         | g2 –1          |
| II  | Viertelstundenglocke | 1772         | nieznany                            | 470           | 60          | a2 ±0          |

Do roku 1945 w wieży południowej wisiały dzwony datowane na 1911, 1890, 1856, 1675, 1638, 1538 oraz z XIII w. W marcu 1945 – krótko przed zakończeniem wojny – wszystkie osiem dzwonów (tonacje: g0, a0, c1, f1, g1, h1, d2, fis2) uległo stopieniu w wyniku pożaru wieży przez bomby zapalające zrzucone przez lotnictwo alianckie.
W roku 1954 zakupiono z kościoła św. Lutgera w Schermbeck renesansowy dzwon Ludgerusglocke. Odlał go w 1526 Wolter Westerhues, uczeń Gerharda van Wou. Pozostałe dziewięć dzwonów odlano w 1956 w ludwisarni Feldmann & Marschel w Münsterze. Dwa dzwony zegarowe (jeden z 1722 wybijający kwadranse, drugi z 1766 wybijający godziny) zawieszone są w wieżyczce na sygnaturkę.

### Rajski przedsionek

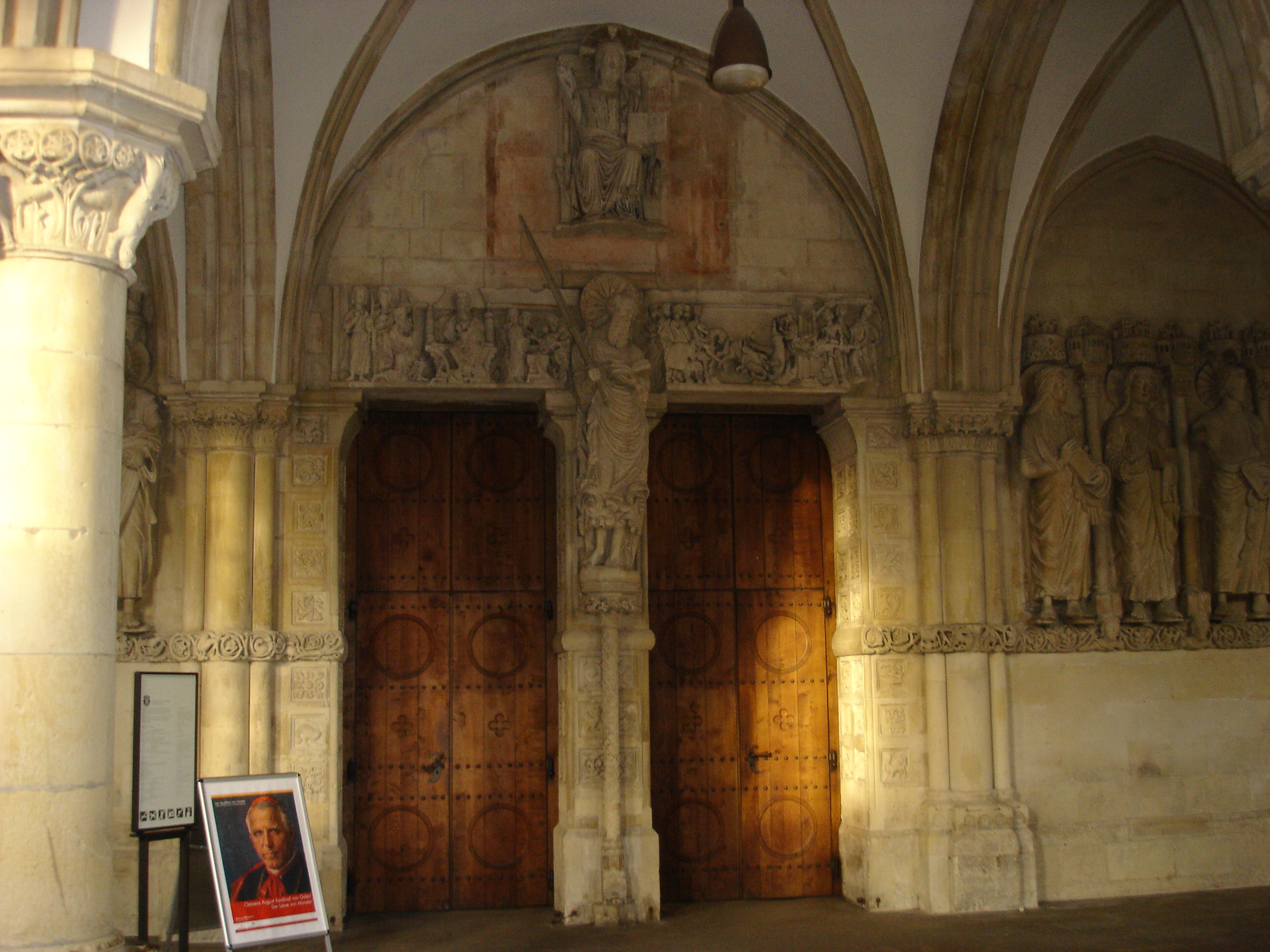
Widok ogólny wnętrza Rajskiego przedsionka

Główne wejście do katedry prowadzi od strony południowej do zachodniego transeptu. Poprzedza go Rajski przedsionek – monumentalna, prostokątna w planie kruchta o złożonej architekturze, bogatą dekoracją rzeźbiarską opartą na wyszukanych treściach ideowych. Ta dwunawowa trójprzęsłowa struktura jest datowana na lata 1225–1235. W średniowieczu taż kruchta była miejscem odprawiania sądów, kościelnych wizytacji oraz regulacji prawa obyczajowego. Od strony ideowej kruchta nawiązuje do Niebiańskiej Bramy – Porta Coeli – toteż program ikonograficzny był w pełni adekwatny dla sakralnych jak świeckich funkcji tego miejsca.
Wnętrze kruchty jest nakryte sklepieniem krzyżowo-żebrowym wspartym na dwóch filarach i półfilarach przylegających do murów lateralnych. Artystyczną dominantą wnętrza jest bogata dekoracja rzeźbiarska, złożona zarówno z elementów z rzeźby architektonicznej (wsporniki, zworniki, kapitele kolumn, fryzy, dekoracja portalu wejściowego), jak i monumentalnej – zespół ponadnaturalnej wielkości figur, z których najstarsze powstały pod wpływem XII i XIII-wiecznej rzeźby z Île-de-France.
Tematem dekoracji rzeźbiarskiej dwudrzwiowego portalu prowadzącego z kruchty do transeptu jest Sąd Ostateczny. Pośrodku tympanonu znajduje się tronujący Jezus Chrystus jako Sędzia trzymający w lewej ręce Księgę Życia, co odnosi się do Objawienia Świętego Jana (Obj. 20,21). Zgodnie z ikonografią Sądu Ostatecznego Chrystusa prawdopodobnie otaczał tetramorphos – symbole Czterech Ewangelistów, które zostały zniszczone przez anabaptystów w latach 1533–1534|34. Poniżej Jezusa, po zewnętrznej stronie trumeau przylega figura św. Pawła trzymającego w ręce miecz – atrybut jego męczeńskiej śmierci. Wykonana została około 1540 przez warsztat Brabenderów. Na ścianach flankujących portal figury Dwunastu Apostołów z atrybutami odnoszącymi się zarówno do męczeńskiej śmierci, jak i do nauczania chrześcijaństwa (otwarte księgi). Każda z nich jest oddzielona kolumnami, które wspierają baldachimy o formach architektonicznych nawiązujących do Niebiańskiego Miasta Jeruzalem.
Na ścianach bocznych umieszczone są rzeźby biskupa i świętego jako przedstawicieli Kościoła oraz niewiasty i rycerza reprezentujących Świat. Po prawej (wschodniej) stronie znajdują się figury biskupa Dietricha (Teodora) III, fundatora katedry trzymającego kamień węgielny w formie krzyża i zwój z aktem fundacyjnym, oraz św. Wawrzyńca z rusztem – narzędziem jego męczeńskiej śmierci. Po lewej stronie znajduje się figura świętej Marii Magdaleny z puszką na oleje w ręce oraz rycerza, którego identyfikacja nie została dotąd jednoznacznie określona, choć identyfikuje się z błogosławionym Gottfrydem z Cappenbergu lub świętym Teodorem. Poświęcenie kamienia węgielnego miało miejsce dnia 22 lipca 1226 w święto Marii Magdaleny.
Wszystkie ściany wewnętrzne podzielone są na dwie strefy rzeźbionym fryzem z motywami stylizowanych gałęzi i liści winnej latorośli, w które wpisano miniaturowe cykle rodzajowe, odnoszące się do ludzkiej pracy. Wśród nich wyróżniają się grupy muzykujących, którym przewodniczy król Dawid, kamieniarze i rzeźbiarze, zbieracze winnej latorośli i polujący na zające. Ponadto ukazano cykl dwunastu prac w roku. Uzupełnieniem są kapitele z motywami floralnymi, zoomorficznymi oraz mitycznymi stworzeniami.

## Wystrój wnętrza katedry

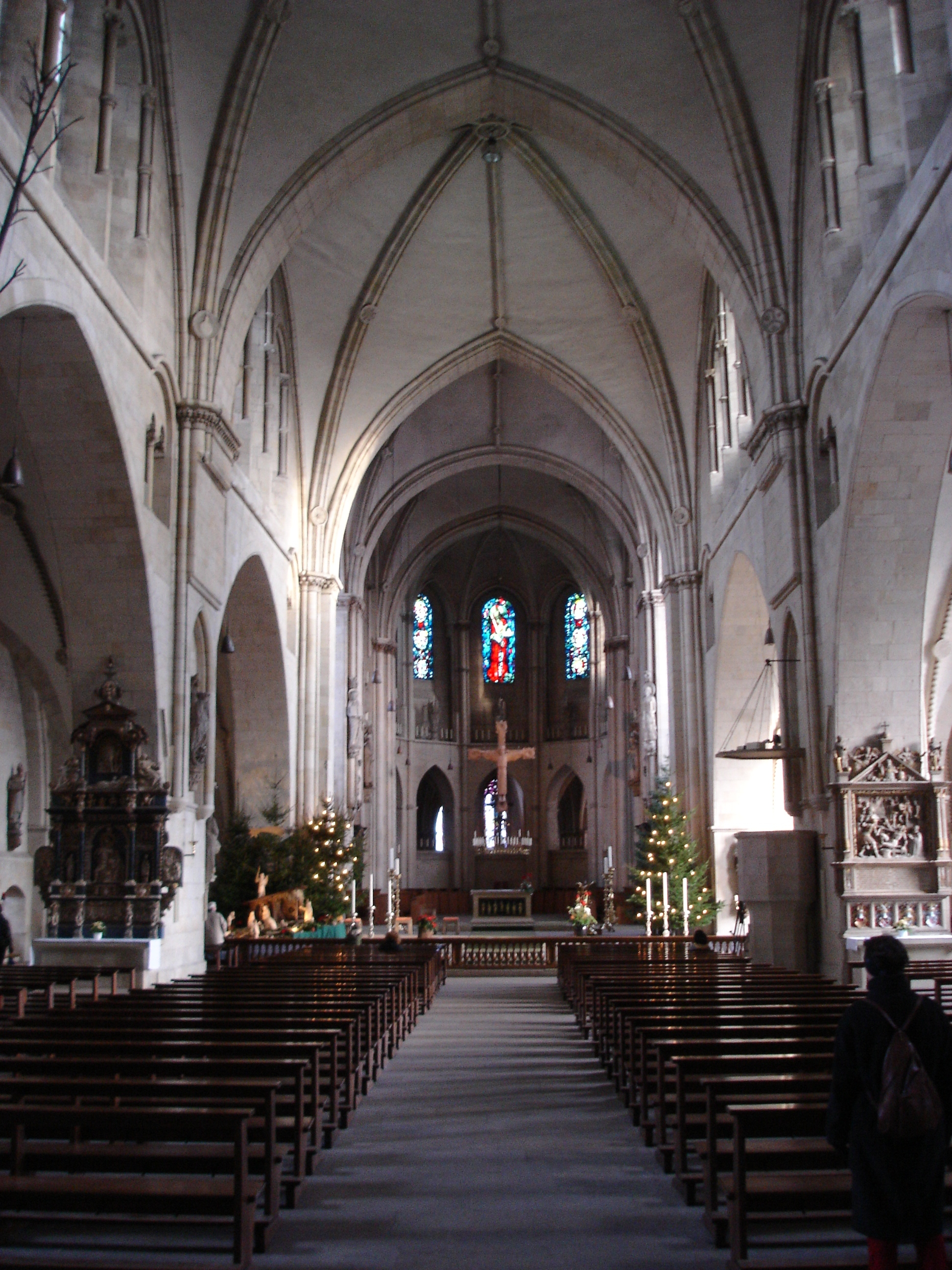
Widok ogólny wnętrza w kierunku wschodnim

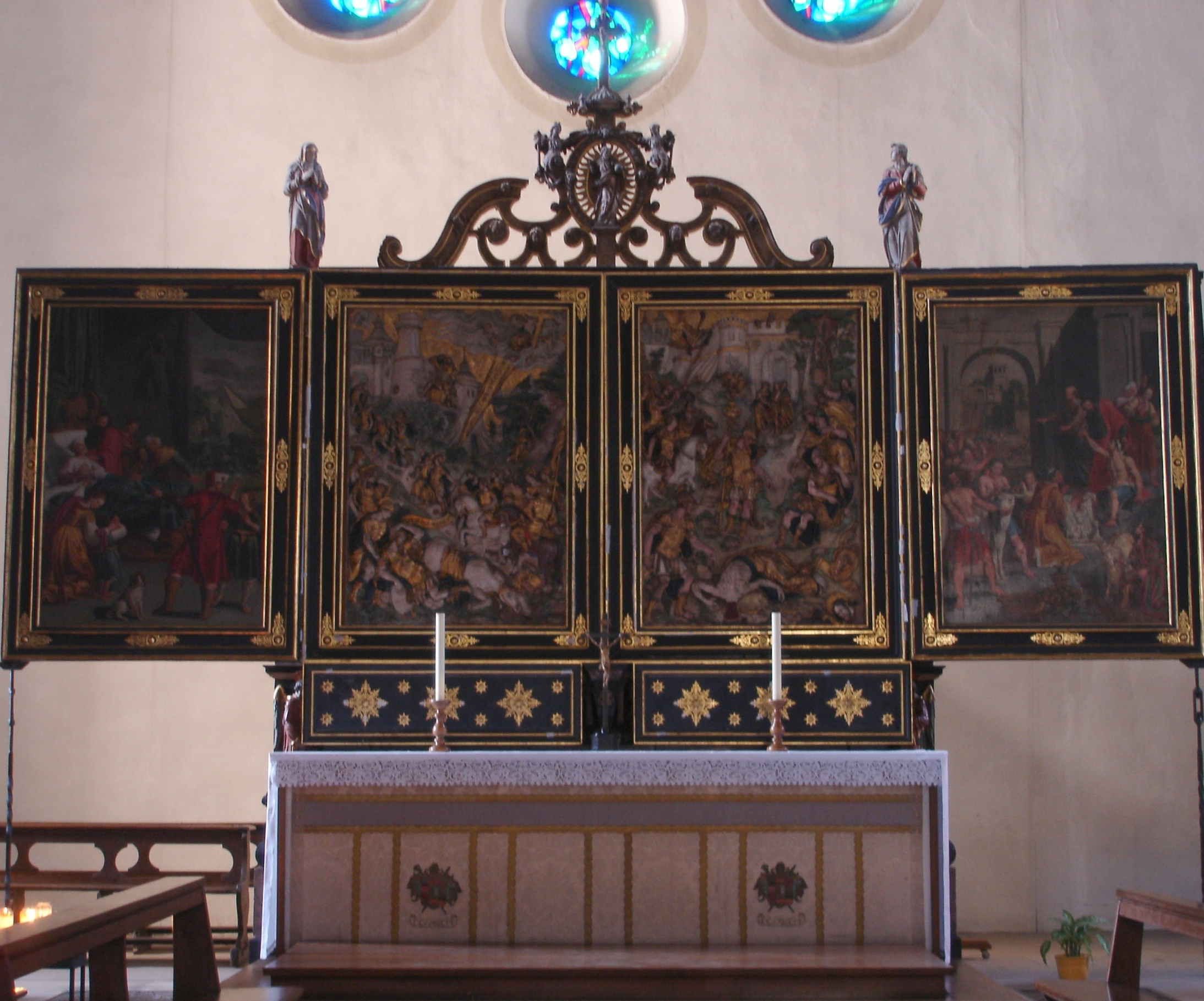
Wczesnobarokowy ołtarz główny

Mimo burzliwych dziejów świątyni wraz z dramatem ostatniej wojny wnętrze zachowało bogate wyposażenie głównie z XVI–XVII wieku.
W pochodzącym z około roku 1100, zniszczonym w 1945 i odbudowanym częściowo we współczesnej formie westwerku, został umieszczony wtórnie ołtarz główny w formie tryptyku z monumentalnymi obrazami ilustrującymi Żywot Św. Pawła pędzla Gerharda Gröningera. Dzieło, wykonane w latach 1619–1622|22, do 1941 znajdowało się przy wschodniej absydzie prezbiterium. Po bokach umieszczono XVI-wieczne drewniane stalle. Pośrodku przy schodach prowadzących z nawy na chór mieści się gotycka chrzcielnica, odlana z brązu na początku XIV stulecia. Nóżki stopy tworzą figurki lwów, zewnętrzną stronę misy zdobią symbole Ewangelistów, powyżej w arkadach popiersia Chrystusa i Apostołów. Trzon i nodus zdobią formy architektoniczne charakterystyczne dla stylu gotyckiego.
Do wschodnich filarów skrzyżowania naw przylegają dwa monumentalne dzieła rzeźby – kilkumetrowa kamienna figura św. Krzysztofa niosącego na ramionach Dzieciątko Jezus wykonana w 1627 przez Johanna von Bocholta. Po stronie południowej znajduje się dwukondygnacyjne epitafium Ottona Von Dorgelo w stylu łączącym niderlandzki manieryzm i wczesny barok. Jest to synteza form architektonicznych z bogatą dekoracją rzeźbiarską. Na osiach umieszczono reliefy ze scenami Ukrzyżowania i Zmartwychwstania. Dzieło datowane jest na rok 1625. Naprzeciwko znajduje się figura św. Katarzyny Aleksandryjskiej wykonana przez Johanna Brabendera około 1550 roku.
W północnym ramieniu transeptu zachowały się resztki malowideł ściennych z około 1590 roku pędzla Hermanna von Ringa, w tym zachowane w całości przedstawienie Ukrzyżowania. Do przylegającej do północnej nawy kaplicy Najświętszego Sakramentu prowadzą brązowe drzwi z ok. 1697 wykonane przez Johanna Mauritza Gröningera, ilustrujące trzy cnoty Boże – Wiarę, Nadzieję i Miłość.
Przy północno-wschodnim filarze wschodniego skrzyżowania naw znajduje się sakramentarium w kształcie wieżyczki, datowane na 1526, wykonane z kamienia w stylu późnogotyckim. Do 1945 usytuowane we wschodniej części chóru wschodniego przy absydzie. Po wojnie zmieniono lokalizację ze względu na przesunięcie ołtarza głównego w obrębie wschodniego skrzyżowania naw.
W obrębie korpusu nawowego umiejscowiono liczne nowożytne płyty nagrobne, epitafia biskupów i ołtarze m.in. Johanna von Hüchtebrocka (zm. 1615), manierystyczne ze sceną Koronowania Cierniem, renesansowe ołtarze Świętego Wawrzyńca i Trzech Króli. Pomnik nagrobny Jana von Hoya jest przykładem XVI-wiecznej plastyki brązowej.
Na filarze od strony nawy południowej wisi gotycki krucyfiks morowy (Pestkreuz) z XIV wieku, typ krucyfiksu mistycznego. Wykonany z drewna i pokryty polichromią pierwotnie stanowił zwieńczenie krzyża procesyjnego. Dzieło to charakteryzuje się typowym dla XIV stulecia ukazaniem dramatu cierpienia Chrystusa. Na ciele liczne rany, grymas i ból na twarzy silnie wygięte dłonie. Na kwadratowych zakończeniach ramion krzyża stylizowane liście, jest to odniesienie do symbolicznego Drzewa Krzyża – Drzewa Życia (lignum crucis – lignum vitae). Powstanie tego dzieła i podobnych krucyfiksów ma związek z częstym w XIV stuleciu na terenie Rzeszy pomorem, epidemiami dżumy, których kulminacją była Czarna śmierć.
W północnym ramieniu transeptu w niszy został umieszczony wczesnobarokowy ołtarz Świętego Szczepana z pełnoplastycznymi scenami ukamienowania św. Szczepana i Ecce Homo, w dolnej części nagrobek Heidenreicha von Letmathego. Dzieło wykonane przez Gerharda Gröningera datowane jest na rok 1625. Obok wejście do krużganków.

### Zegar astronomiczny

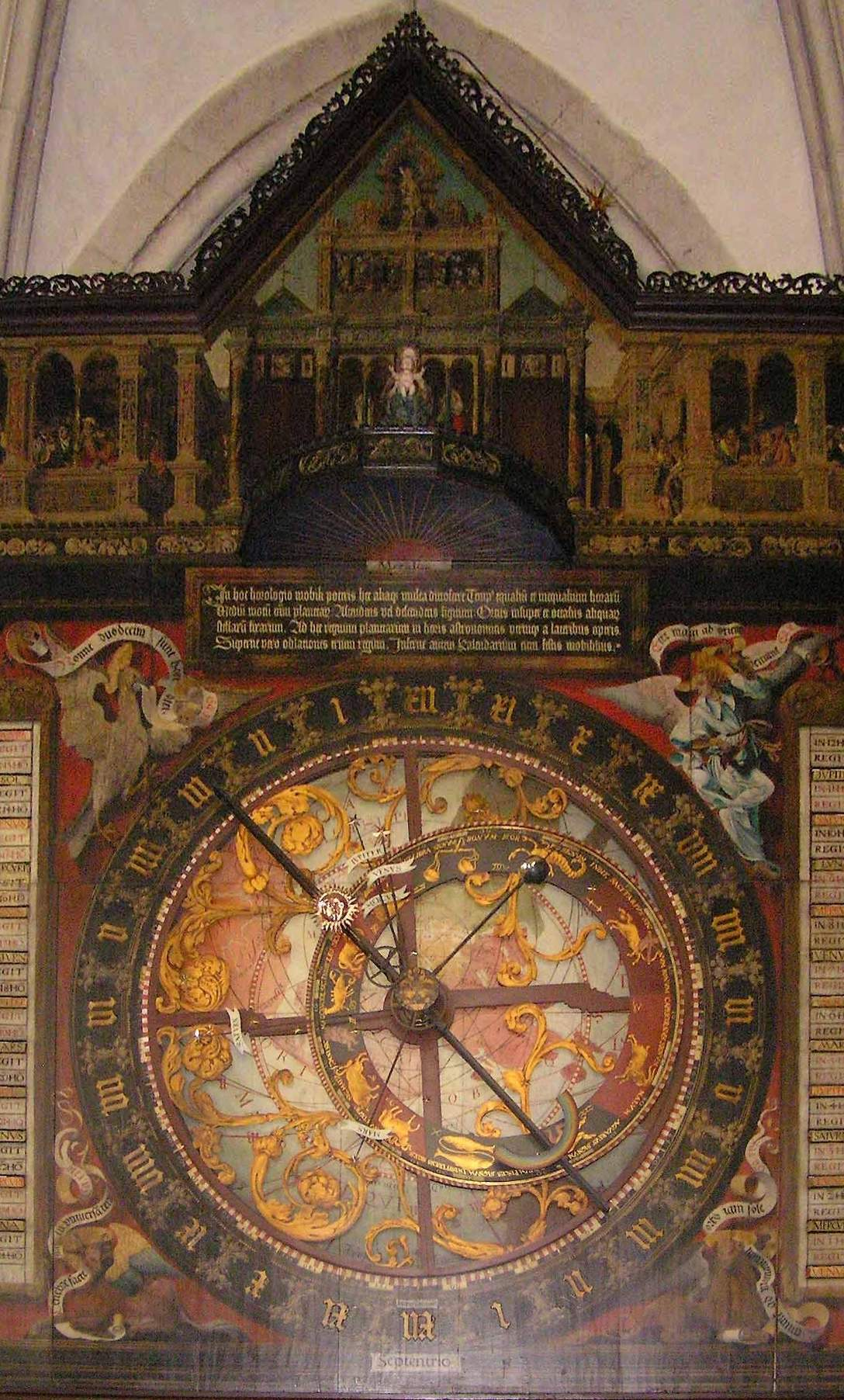
Zegar astronomiczny

Jednym z najcenniejszych elementów wystroju katedry jest szesnastowieczny zegar astronomiczny usytuowany przy południowym filarze wschodniego skrzyżowania naw. Skierowany jest na stronę południową. Pierwotny gotycki z 1408 roku został zniszczony w wyniku ikonoklastycznego ruchu anabaptystów. Obecny renesansowy wykonano w latach 1540–1543|43. Należy do cennych dzieł ówczesnej techniki a także plastyki łączącej tradycję gotycką z prądami humanistycznymi. Znani są niektórzy twórcy dzieła, drukarz Theodor Tzwyvel, astronom i brat reguły Św. Franciszka Johannes Aquensis, kowal Nikolaus Windemaker; malarz Ludger tom Ring oraz Johann Brabender któremu przypisuje się dekorację rzeźbiarską.
Głównym celem wznoszenia w kościołach zegarów astronomicznych było ukazanie wiernym kalendarza liturgicznego, z podkreśleniem wyznaczenia sześciu tygodni wielkiego postu, którego kulminacją jest Wielkanoc. Kalendarz ten ściśle powiązano z poszczególnymi fazami księżyca, przez co tego typu dzieła cieszyły się uznaniem wśród ówczesnych astrologów. Królowie, cesarzowie i papieże mieli na swoich dworach astrologów którzy często wywierali silny wpływ na poszczególne decyzje i działania polityczne. Przypuszczenia astrologów były rozumiane jako ostrzeżenia, które mogły mieć wpływ na zmianę kolei losu. Podkreśla to inskrypcja – krótki wiersz dający do zrozumienia znaczenia i myśli ówczesnej astrologii.

Astra regunt homines, sed regit astra Deus.
Cedunt astra Deo, precibus Deus ipse piorum.
Gwiazdy rządzą naszą ludzkością, lecz gwiazdami włada Bóg.
Gwiazdy mają wzgląd u Boga i Bóg usłyszy modlitwę pobożnych.

Zegar katedry w Münsterze należy do późniejszych dzieł tego typu, które zachowały się głównie w Europie Środkowej (w kościołach farnych miast hanzeatyckich), wyróżnia go liczba wyznaczonych cyklów rocznych (532 lat).
Na szczycie zegara, na skrajnych bokach, znajdują się pary ruchomych figurek alegorycznych. Po prawej to Śmierć i Czas – Chronos, która wybija za pomocą dzwonka kwadranse. Figurka Śmierci trzyma kosę i młotek. Po lewej stronie figurki Tütemännchena – chłopczyka dmuchającego w róg oznajmiając pełną godzinę. Obok figurka kobiety trzymająca w prawej ręce młotek którym wybija w dzwonek pełną godzinę.
Pośrodku znajduje się aedicula, w której zasiada Tronująca Matka Boska z Dzieciątkiem, którą adoruje ruchoma procesja prowadzona przez Trzech Króli. Co południe przy dźwiękach carillonu następuje pokaz procesji. Tło przed którym stoi aedicula wypełniają malowidła z przedstawieniami świadków, z których wyróżnia się postać w czarnym berecie i czerwonych szatach interpretowana jako portret Ludgera tom Ringa, twórcy oprawy malarskiej zegara. Scenerię tworzy typowa dla włoskiego renesansu architektura, ukazana przez malarza zgodnie ze znajomością perspektywy i iluzji.
Na narożnych żagielkach – przestrzeni pomiędzy ramami obudowy zegara i tarczy zegarowej namalowano symbole Czterech Ewangelistów. Każdy z nich trzyma w rękach zwoje z łacińskimi tekstami opisujących cztery najważniejsze wydarzenia życia Chrystusa. Skrzydlaty człowiek (św. Mateusz) trzyma zwój z treścią: "oto Mędrcy ze Wschodu przybyli do Jerozolimy". Wątek ten dotyczy Wcielenia. Skrzydlaty wół symbolizujący świętego Łukasza trzyma w rękach zwój z treścią: "I mrok ogarnął całą ziemię"  (Ukrzyżowanie); skrzydlaty lew (św. Marek): "Wczesnym rankiem w pierwszy dzień tygodnia przyszły do grobu, gdy słońce wzeszło" (Zmartwychwstanie); orzeł (św. Jan): "Czyż dzień nie liczy dwunastu godzin??" (Wniebowstąpienie).
Tarczę głównego zegara wypełnia malowana mapa świata. Otacza ją pierścień z malowanymi rzymskimi cyframi dwudziestu czterech godzin. W ten pierścień wpisany jest mniejszy pierścień z malowanymi znakami zodiaku. Poszczególne wskazówki symultanicznie określają daną porę (wskazówka zakończona motywem stylizowanej tęczy i słońca), fazy słońca i księżyca (wskazówka zakończona srebrną kulą). Ponadto pięć mniejszych wskazówek wskazujących określone miejsce znanych wówczas planet (Merkurego, Wenus, Marsa, Jowisza i Saturna).
Po bokach znajdują się napisane łaciną i językiem staroniemieckim tabliczki tworzące kalendarz tygodniowy. Poszczególne dni zostały dopasowane do antycznych bogów – ciał niebieskich.
Sol 	        = 	Sun 	> 	Niedziela
Luna 	= 	Moon 	> 	Poniedziałek
Mars 	        = 	Tiu 	> 	Wtorek
Mercury     = 	Wotan 	> 	Środa
Jupiter      = 	Thor 	> 	Czwartek
Venus 	= 	Frya 	> 	Piątek
Saturn 	  	=	        > 	Sobota
Cztery kierunki świata zostały podkreślone za pomocą stylizowanych chorągiewek z inskrypcjami: Septentrio (północ); Oriens (wschód); Meridies (południe); Occidens (zachód).
Poniżej tarczy zegarowej, za kutą żelazną kratą widoczna jest okrągła tarcza z kalendarzem wielkanocnym. Kalendarz ten obejmuje lata od 1540 do 2071. Pośrodku tarczy datowana na ok. 1540 pełnoplastyczna figura św. Pawła z mieczem, w lewym dolnym narożniku figurka żołnierza trzymającego kopię, która tu pełni funkcję wskazówki. Tarczę kalendarza zamykają dwa okręgi – wewnętrzny z dwunastoma medalionami z przedstawieniem cyklu dwunastu prac w roku oraz zewnętrzny z kalendarzem liturgicznym odnoszącym się do dni poszczególnych świętych.

### Ambit i kaplice
Wieniec kaplic w obecnym kształcie pochodzi z 1663 r. Jest to fundacja księcia biskupa Christopha Bernharda von Galena będąca przykładem nowożytnego historyzmu, recepcji form gotyckich w XVII. Każda z nich jest wielobocznie zamknięta, w obecnym kształcie część wschodnia nawiązuje do chevet powszechnych w architekturze francuskiego gotyku katedralnego.
Pierwsza z czterech kaplic (od strony południowej) jest poświęcona Świętemu Sebastianowi. Wewnątrz znajduje się m.in. późnorenesansowy ołtarz Św. Sebastiana (1588) oraz nagrobek biskupa sufragana Maximiliana Gereona hrabiego von Galena (1705).
Na osi znajduje się kaplica Świętego Liutgera, założyciela biskupstwa w Münsterze. Wystrój jest współczesny. Pośrodku znajduje się nagrobek Klemensa Augusta kardynała hrabiego von Galena, znanego jako "Lew z Münsteru". W okresie wojny zaangażowany w działalność antynazistowską, zmarł w 1946 a w 2005 został beatyfikowany przez Jana Pawła II, co zostało upamiętnione w inskrypcji wypisanej na płycie. Nagrobek zdobi popiersie kardynała wykonane w  1951 przez Edwina Scharffa.
Kaplica Św. Józefa mieści nagrobek księcia biskupa Christopha Bernharda von Galena, fundatora kaplicy, wykonany w 1678 przez nadwornego artystę hierarchy Johanna Mauritza Gröningera.

## Monasterium kanonickie
Kompleks zabudowań monasterium kanonickiego jest skupiony wokół nieregularnego czworobocznego wirydarza otoczonego trzema skrzydłami późnogotyckich krużganków. Wewnątrz krużganków, na ścianach zostało utworzone po wojnie lapidarium. Najcenniejszymi dziełami są pozostałości po zachodnim portalu katedry w tym ponadnaturalnej wielkości figury Panien Mądrych i Panien Głupich datowane na około 1620 rok. Ponadto brązowa figura Kaleka o ekspresyjnej treści i formie, dłuta Ernsta Barlacha. W kapitularzu zachowało się XVII wieczne wyposażenie, przede wszystkim komplet drewnianego umeblowania oraz obrazy Hermanna i Liudgera tom Ring Młodszego. W jednonawowej, poligonalnie zamkniętej kaplicy Najświętszej Marii Panny m.in. gotycki krucyfiks z XIV wieku, drewniany i polichromowany.

## Skarbiec katedralny
Historia skarbca katedralnego (niem. Domkammer) sięga lat 30. ubiegłego stulecia. Pierwotnie mieścił się w kaplicy Najświętszego Sakramentu, po wojnie przeniesiono go do kaplicy mieszczącej się w przyziemiach wieży północnej. Od 11 października 1981 zbiory zostały przeniesione do nowo powstałego budynku przylegającego do północnego ramienia krużganków. Projektantem skarbca był architekt Bernhard Dirksmeier. W trzech kondygnacjach oprócz skarbca urządzono specjalną ekspozycję poświęconą historii katedry. W najniższej podziemnej kondygnacji zgromadzono kolekcję paramentów liturgicznych od XIV do XIX wieku. Parter zajmuje ekspozycja poświęcona czci świętych i ich relikwii w katedrze. Spośród licznych dzieł złotnictwa wyróżniają się krzyże, w tym krucyfiks triumfalny z przedstawieniem ukrzyżowanego lecz żywego Chrystusa jako Króla Niebios. Pełnił funkcję krzyża procesyjnego. Bogaty zespół relikwiarzy tworzą m.in. datowany na XI w. relikwiarz św. Pawła w typie hermowym, złoty XII-wieczny krzyż relikwiarzowy kameryzowany, filigranowy, z perłami, XIII-wieczny relikwiarz mieszczący relikwie w skorupie orzecha kokosowego zwieńczony figurką Baranka z kryształu górskiego  gotycki relikwiarz – statuetka św. Jana Ewangelisty z 1370, czternaście herm relikwiarzowych przedstawiających proroków starotestamentowych. Średniowieczne i nowożytne utensylia reprezentuje zespół srebrnych i złotych kielichów, paten, pacyfikały. Skarbiec mieści bogate zasoby rzeźby. Cennym dziełem jest Tronująca Madonna z Dzieciątkiem z XIII w., drewniana, o pozłacanej powierzchni; sześć alabastrowych reliefów z prezbiterium katedralnego, dzieło Johanna Maritza Gröningera; fragmenty przegrody chórowej z 1542 dzieło Johanna Brabendera, w tym figury Chrystusa i Dwunastu Apostołów.

## Galeria

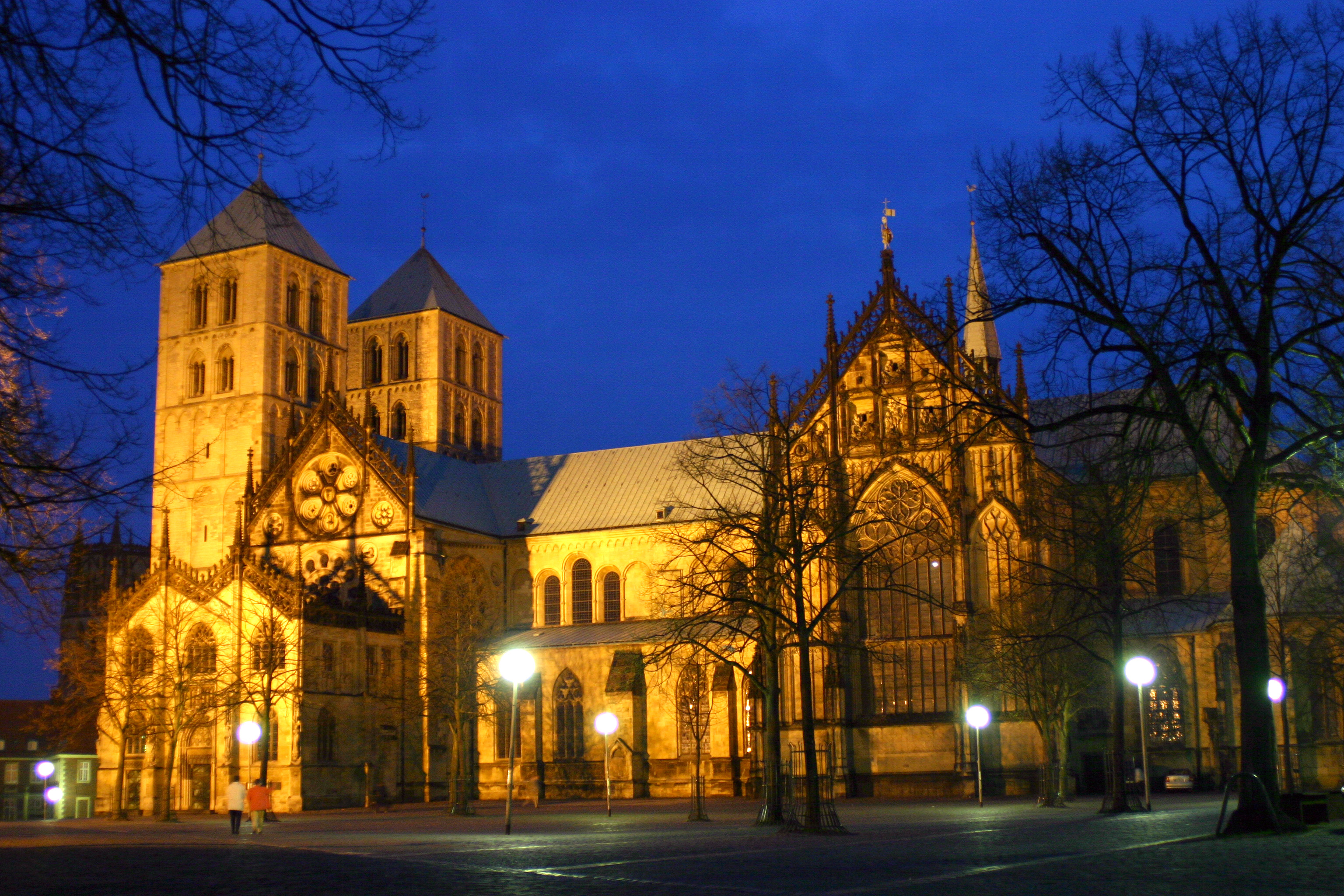
Widok katedry w nocy
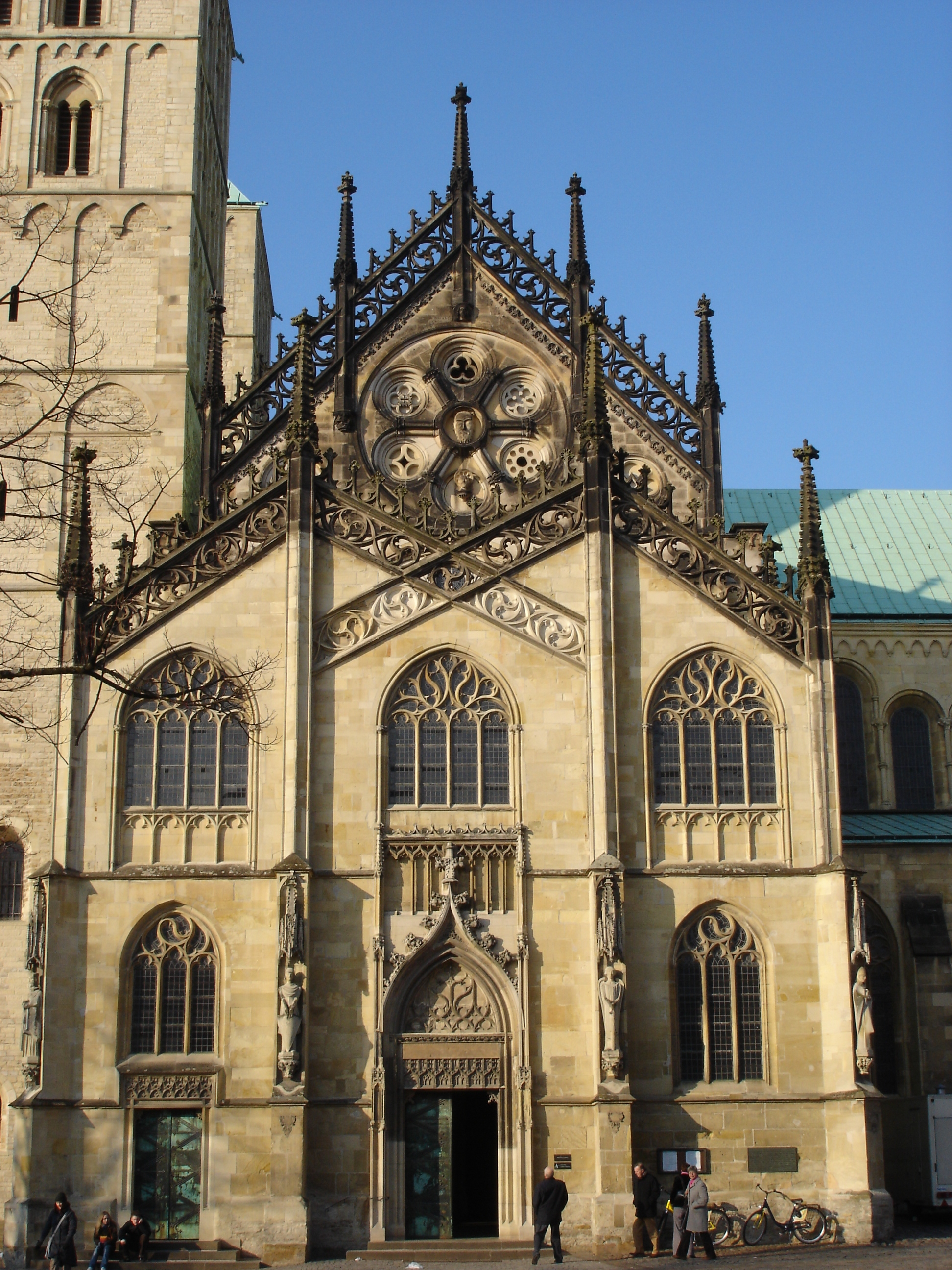
Widok na kruchtę południową
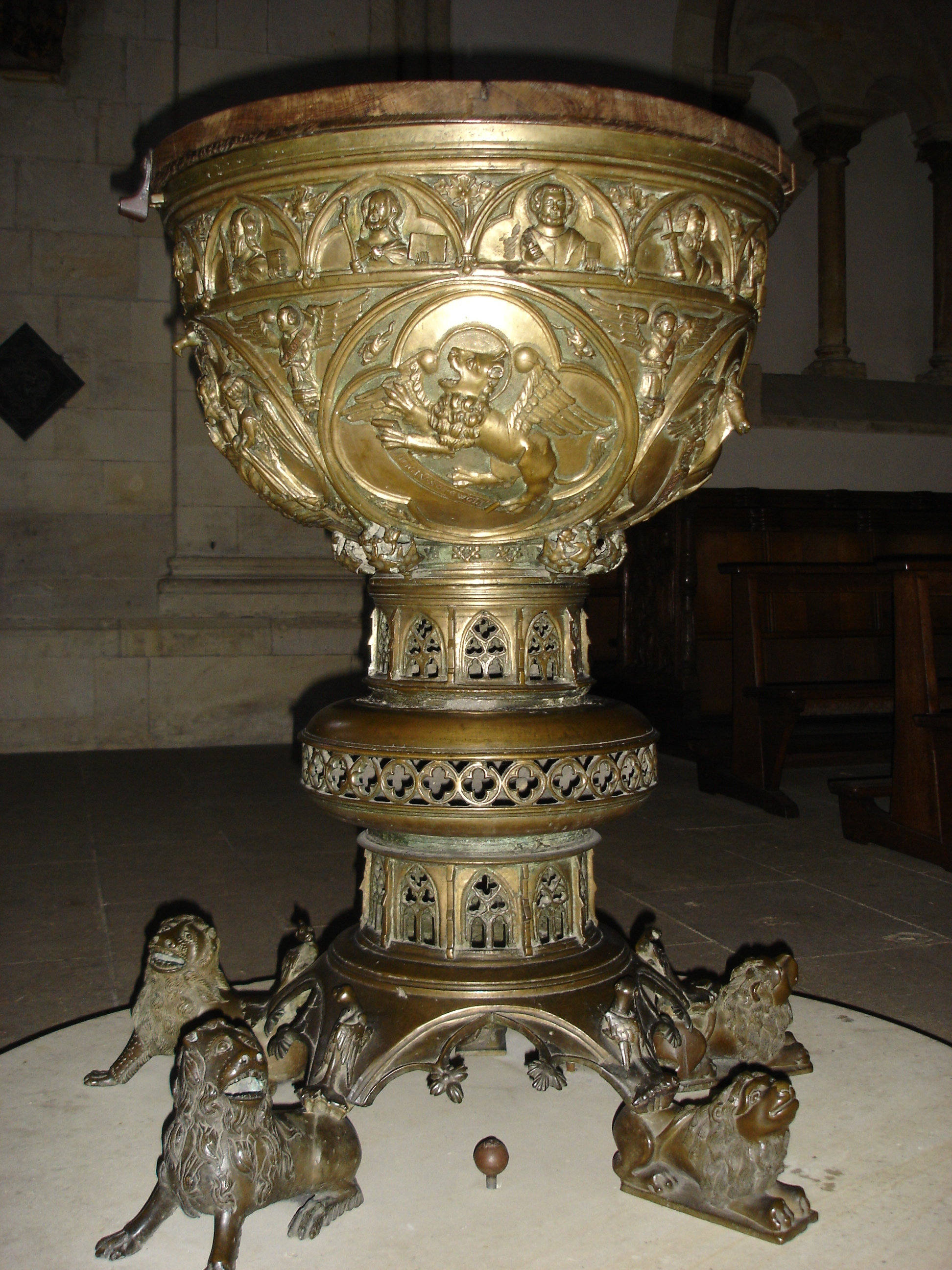
Gotycka chrzcielnica
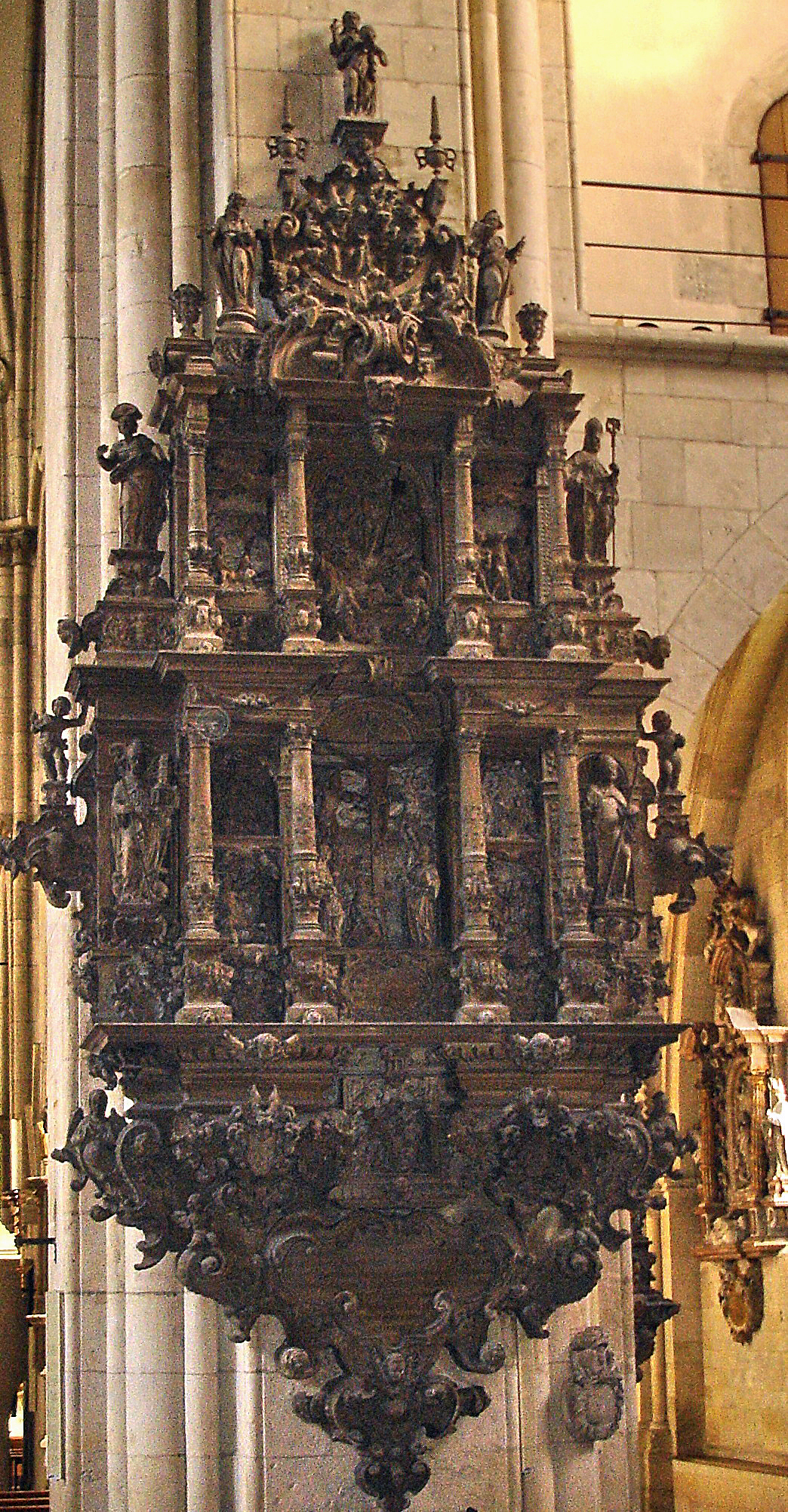
Manierystyczne epitafium Ottona von Dorgelo
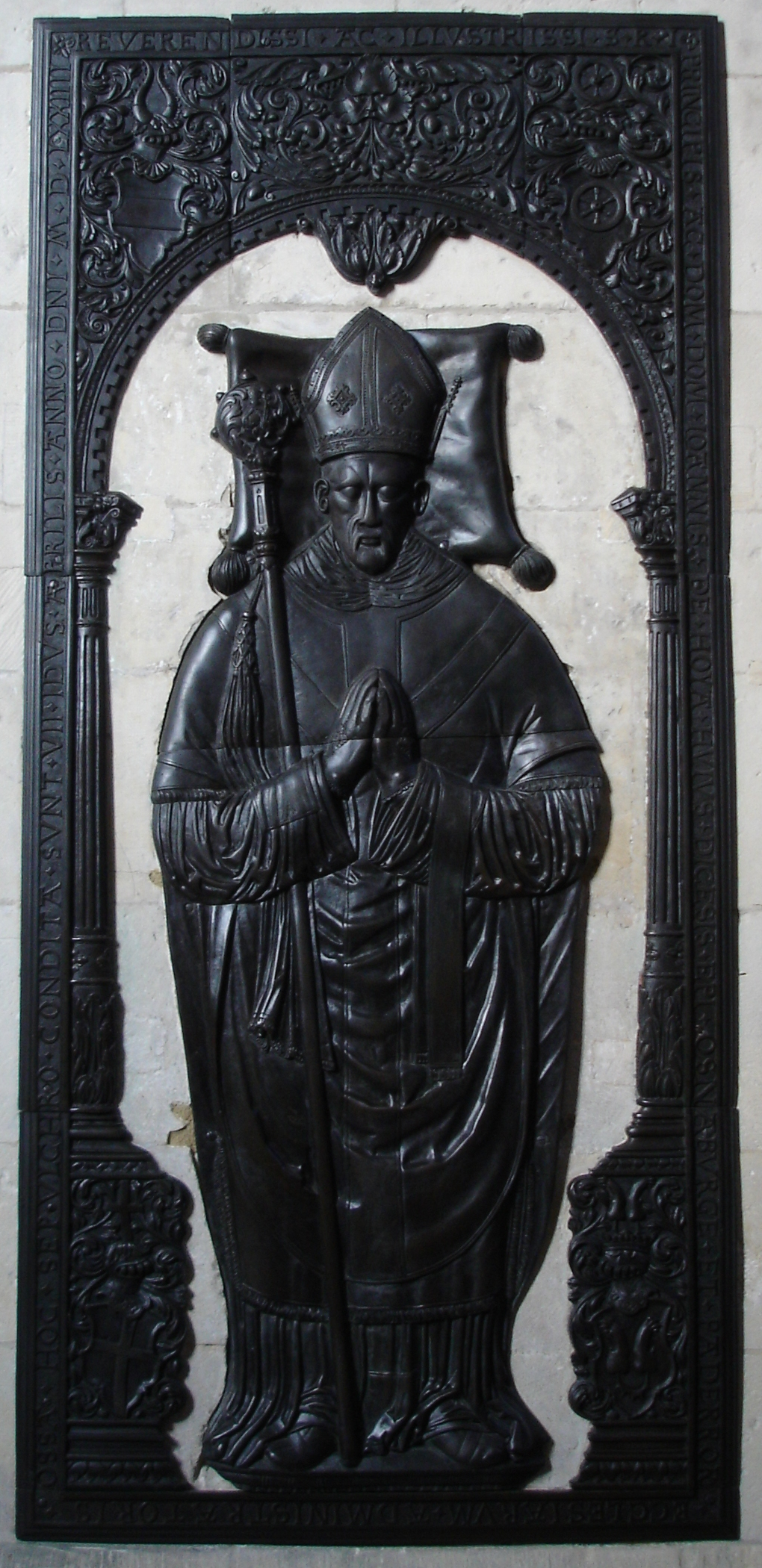
Pomnik nagrobny Johanna von Hoya
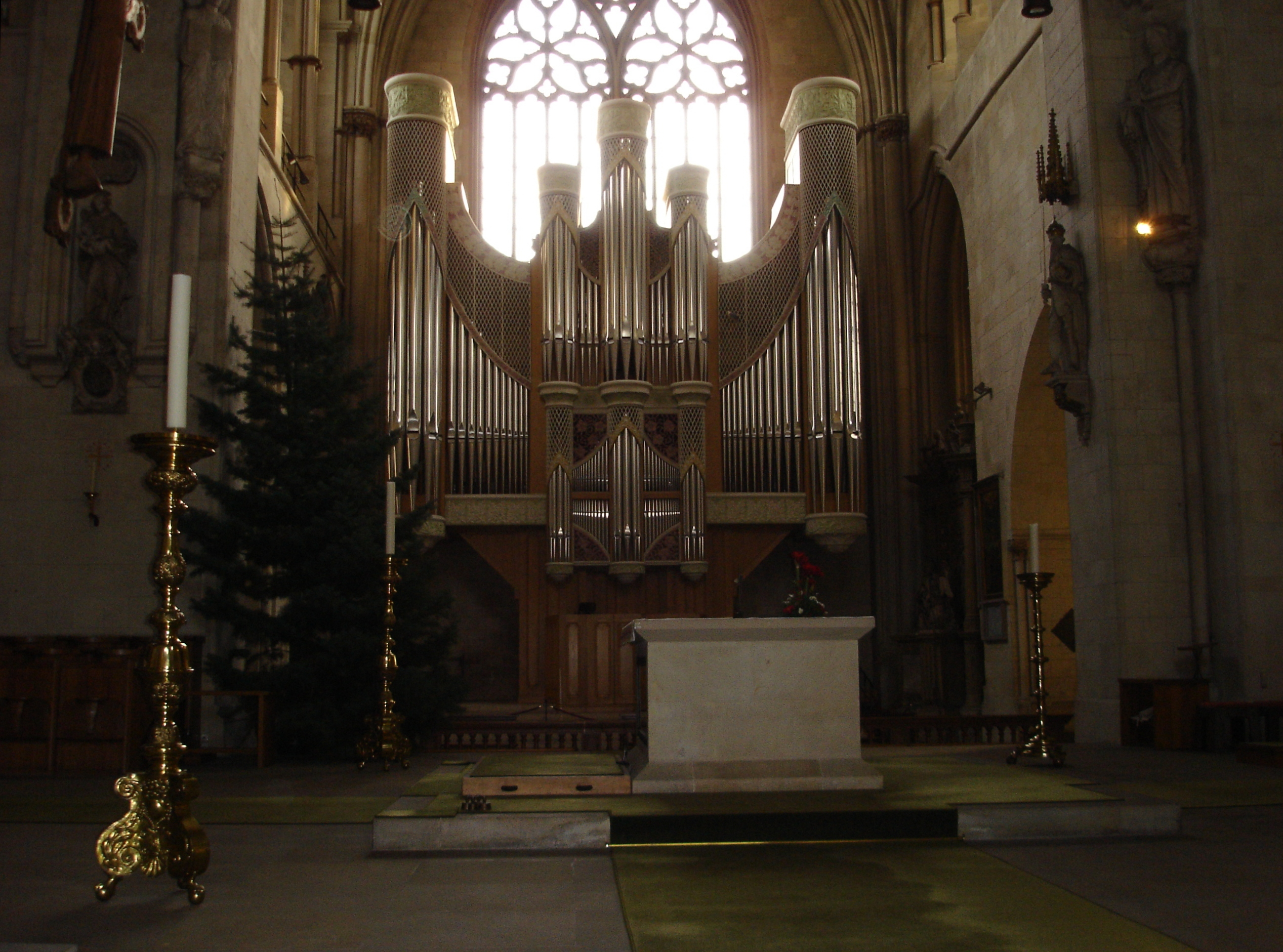
Organy
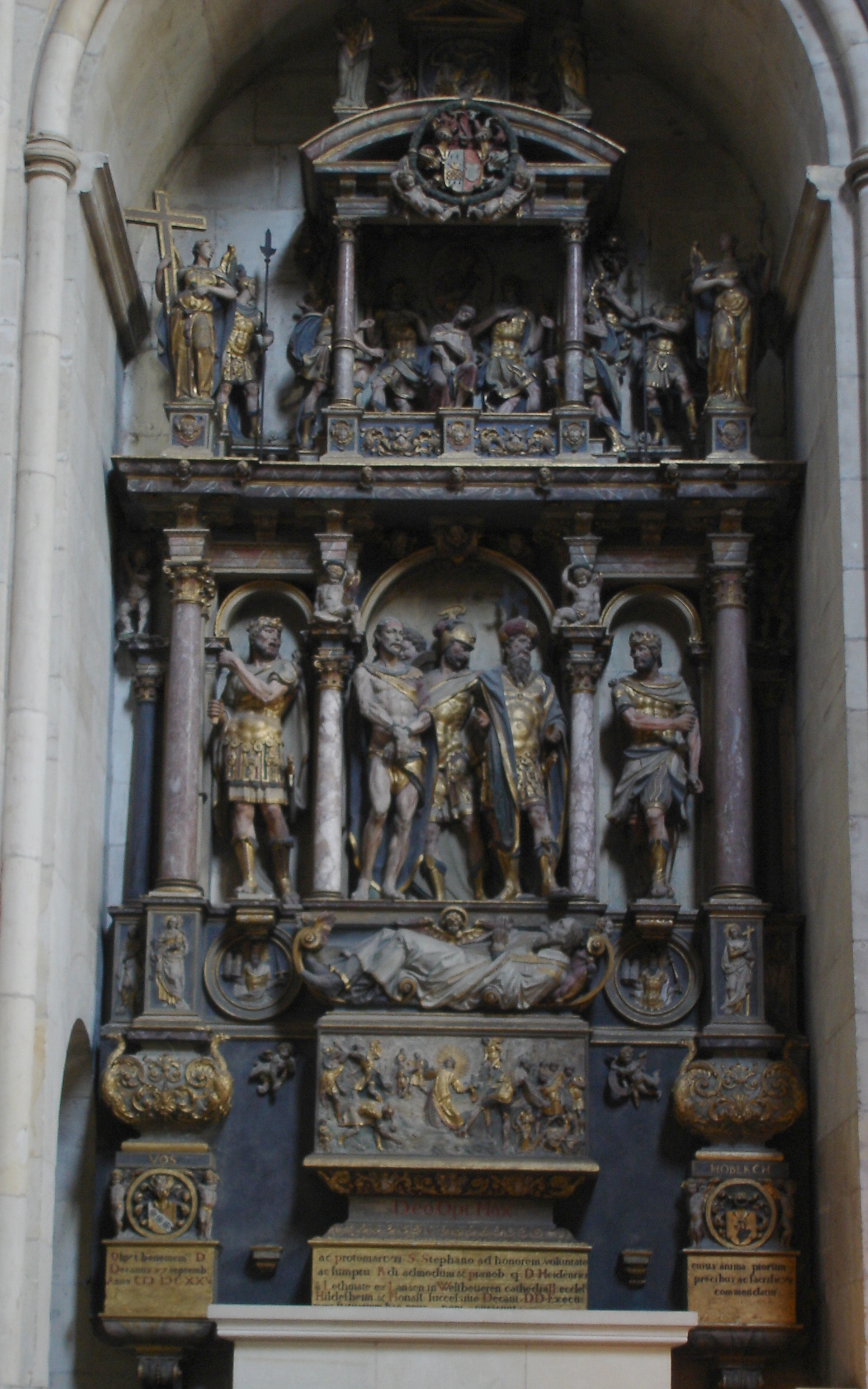
Manierystyczny ołtarz Św. Szczepana
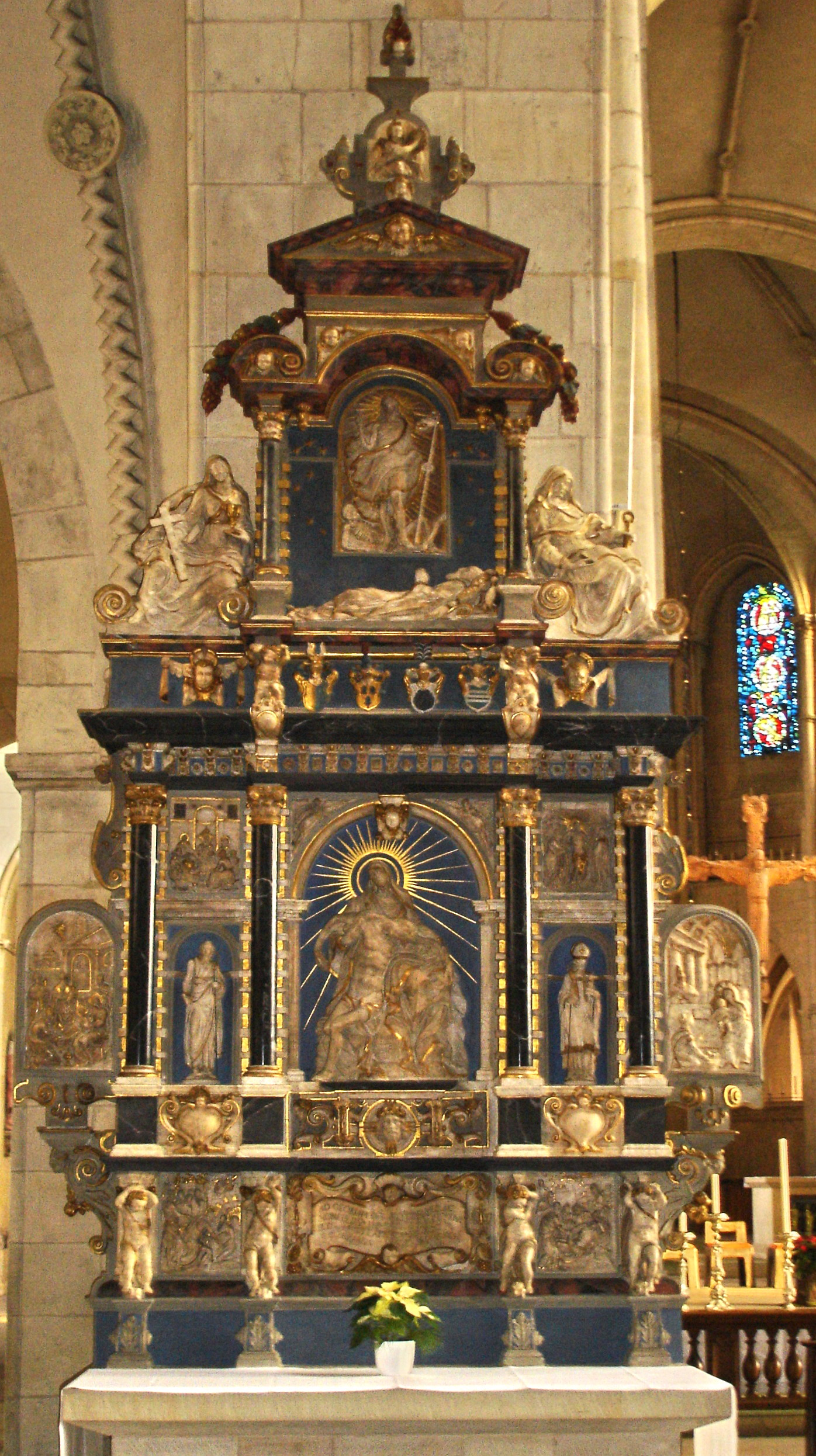
Wczesnobarokowy ołtarz Św. Błażeja